# Fear Liath
Am Fear Liath Mòr (Schots-Gaelisch voor "de grote donkerblauwe man") is een fictief wezen dat op de berg Ben MacDhui zou leven. Verschillende bergbeklimmers die deze berg beklommen hebben zouden zijn aanwezigheid reeds opgemerkt hebben doordat ze een intens gevoel van angst ervoeren en tevens dachten dat er een bepaald wezen achter hen stond of liep. De berg zelf torent ongeveer 1300 meter uit boven het Schotse landschap en is daarmee de op één na hoogste berg van Schotland. Daarom wordt hij ook regelmatig beklommen en de meeste mensen die het wezen zien of zijn aanwezigheid ervaren zijn bergbeklimmers met veel ervaring.

## Eerste waarneming
De eerste keer dat dit wezen genoemd werd was tijdens een lezing van professor Norman Collie in 1925, een zeer gekend en gerespecteerd bergbeklimmer. Hij gaf dat jaar een toespraak voor de Cairngorm Club. Daar vertelde hij over een ervaring op de Ben MacDhui in 1891. Hij vertelde dat hij terwijl hij bezig was met de afdaling voetstappen achter zich hoorde. Omdat er veel mist was, dacht hij eerst dat het slechts de echos van zijn eigen voetstappen waren, maar tegelijkertijd besefte hij dat de geluiden niet overeenkwamen met de bewegingen die hij maakte. Het was alsof een reus hem volgde. Hij zei hierover dat het was alsof er iemand achter hem liep, maar met passen die drie tot vier keer langer waren dan de zijne.
Omdat hij bang was geworden, rende hij 6 à 8 kilometer naar beneden, totdat hij het geluid niet meer hoorde. Hij is na deze angstaanjagende ervaring nooit meer teruggekeerd naar de berg maar bleef er tot op zijn sterfbed van overtuigd dat er iets vreemd was aan de Ben MacDhui.

## Latere waarnemingen
Op een dag tijdens de Tweede Wereldoorlog zat de reddingswerker Peter Densham op de top van de Ben MacDhui te wachten totdat het weer beter werd, aangezien het ernstig was beginnen te misten. Enkele ogenblikken later hoorde hij vreemde krakende geluiden en voelde een bepaalde aanwezigheid. Hij stond op om deze zaken te onderzoeken, maar was onmiddellijk bezeten door een gevoel van paniek en nog voordat hij besefte wat er aan de hand was, was hij reeds bezig met het afdalen van de berg, waardoor hij gevaarlijk dicht bij de rand van een afgrond kwam. Hij zei hier later over dat het vreselijk moeilijk was geweest om niet rechtdoor te blijven lopen, naar de afgrond. Hij kon nog net zijn koers wijzigen, maar moest hier erg veel moeite voor doen.
Sindsdien hebben vele bergbeklimmers een vreemd wezen gezien op de Ben MacDhui of werden ineens overvallen door een intens gevoel van angst. Een van de recentere ontmoetingen was in de vroege jaren 1990. Toen wandelden er drie mannen in een woud net buiten Aberdeen. Een van hen zag ineens een mensachtig wezen de weg oversteken. Toen ze echter allen dezelfde richting uitkeken zagen ze een vreemd, niet-menselijk gezicht. Enkele weken later reden dezelfde mannen door dezelfde streek en beseften plotseling dat ze gevolgd werden door hetzelfde wezen. Het wezen kon hen bijhouden terwijl ze toch met snelheden tot 70 kilometer per uur reden. Uiteindelijk konden ze ontsnappen doordat het wezen naar alle waarschijnlijkheid moe was geworden. Opnieuw ervoeren de mannen een intens gevoel van angst.